# IL19
IL19 (англ. Interleukin 19) – білок, який кодується однойменним геном, розташованим у людей на короткому плечі 1-ї хромосоми.  Довжина поліпептидного ланцюга білка становить 177 амінокислот, а молекулярна маса — 20 452.
| 10         |  | 20         |  | 30         |  | 40         |  | 50         |
| ---------- |  | ---------- |  | ---------- |  | ---------- |  | ---------- |
| MKLQCVSLWL |  | LGTILILCSV |  | DNHGLRRCLI |  | STDMHHIEES |  | FQEIKRAIQA |
| KDTFPNVTIL |  | STLETLQIIK |  | PLDVCCVTKN |  | LLAFYVDRVF |  | KDHQEPNPKI |
| LRKISSIANS |  | FLYMQKTLRQ |  | CQEQRQCHCR |  | QEATNATRVI |  | HDNYDQLEVH |
| AAAIKSLGEL |  | DVFLAWINKN |  | HEVMFSA    |  |            |  |            |

A: Аланін

C: Цистеїн

D: Аспарагінова кислота

E: Глутамінова кислота

F: Фенілаланін

G: Гліцин

H: Гістидин

I: Ізолейцин

K: Лізин

L: Лейцин

M: Метіонін

N: Аспарагін

P: Пролін

Q: Глутамін

R: Аргінін

S: Серин

T: Треонін

V: Валін

W: Триптофан

Кодований геном білок за функцією належить до цитокінів. 
Задіяний у таких біологічних процесах як апоптоз, поліморфізм, альтернативний сплайсинг. 
Секретований назовні.